# Erupção subaérea

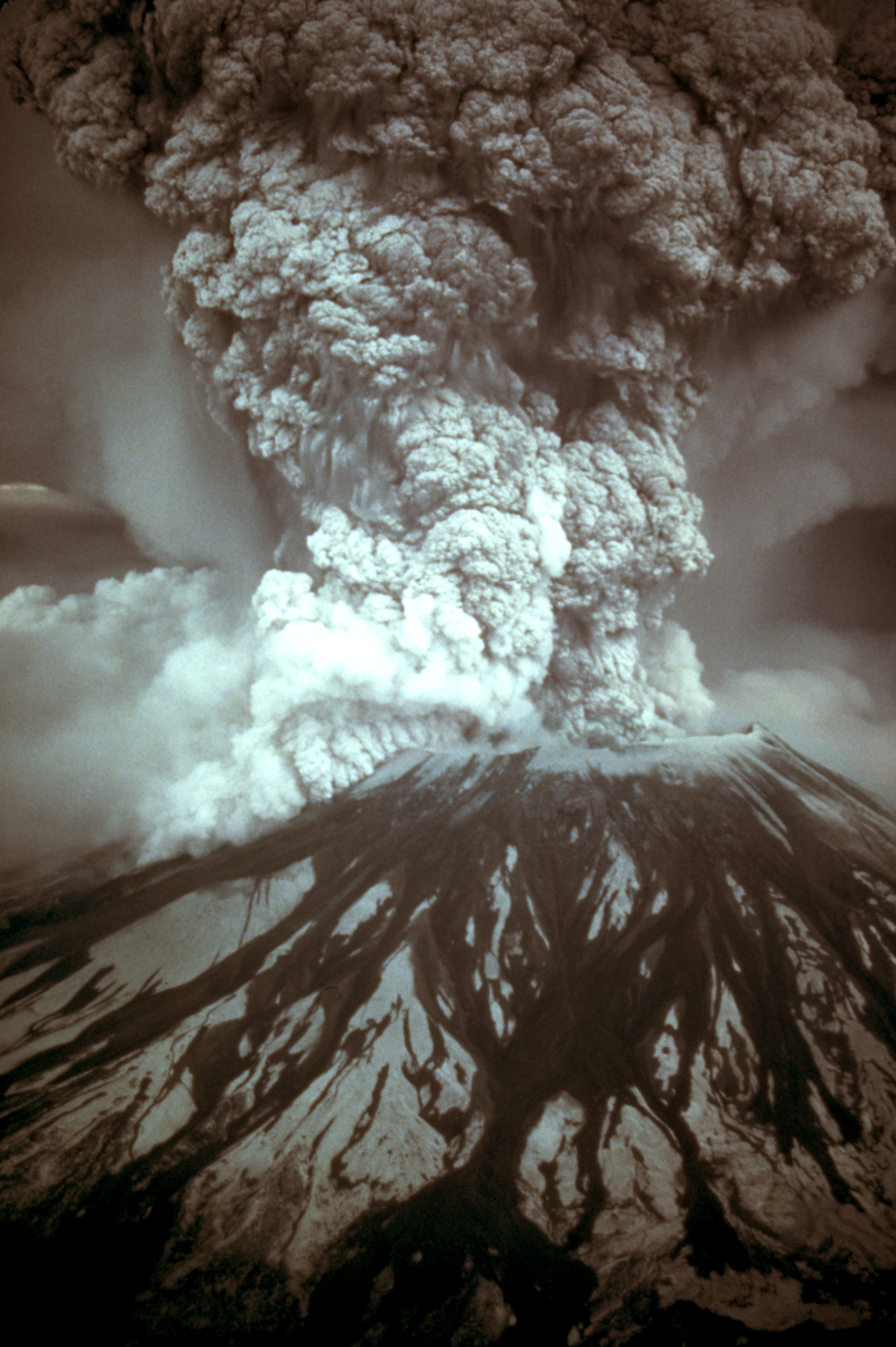
Erupção subaérea: erupção do Monte Santa Helena em 1980.

Erupção subaérea é a designação geral dada às erupções vulcânicas que ocorrem à superfície do terreno, com abertura franca para a atmosfera ("subaéreo"; 'debaixo do ar'). O termo é em geral utilizado quando se pretende distinguir este tipo de erupções de erupções vulcânicas que ocorrem debaixo de água (erupção subaquática, em geral uma erupção submarina) ou debaixo de gelo (erupção subglacial). 

## Caracterização
As erupções subaéreas, por ocorrerem à superfície e por isso serem facilmente visíveis, são as mais conhecidas. Produzem em geral piroclastos, frequentemente sob a forma de fluxos piroclásticos, escoadas de lava, fontes de lava e estruturas cónicas encimadas por uma cratera.
Os vulcões de génese subaérea são classificados em diferentes tipos, de acordo com a sua explosividade e características dos materiais ejectados, com a maioria a ser incluída nos tipos estromboliano, pliniano, vulcaniano e hawaiano.
As erupções subaéreas constrastam com erupções subaquáticas, submarinas e subglaciais, todas elas com origem debaixo da superfície de diferentes formas de massa de água.